# Ligia filicornis
Ligia filicornis là một loài chân đều trong họ Ligiidae. Loài này được Budde-Lund miêu tả khoa học năm 1893.